# Марсель Лібман
Марсель Лібман (фр. Marcel Liebman, 1929 — 1986) — бельгійський громадський діяч-марксист польсько-єврейського походження, професор політології та соціології в обох Брюссельських вільних університетах (нідерландськомовному та франкомовному), генеральний секретар Бельгійсько-палестинської асоціації.
Його старший брат Анрі був схоплений гестапівцями і не повернувся з Аушвіца. В 1962-1967 роках Марсель Лібман був редактором щотижневого журналу «La Gauche», а у 1968-1973 роках — журналу «Mai», засновником якого він був. Лібман був серед перших ініціаторів ізраїльсько-палестинського діалогу.

## Праці
Книжки
- La Révolution russe. Origines, étapes et signification de la victoire bolchévique, Gérard & Co, coll. Marabout Université, Verviers, 1967.
- Le Léninisme sous Lénine, Seuil, coll. sprit, Paris, 1973.
- Connaître Lénine, Marabout, coll.Marabout Université, Verviers, 1976.
- Né Juif : Une famille juive pendant la guerre, Labor, coll. La Noria, Bruxelles, 1977.
- Les Socialistes belges : 1885-1914 : la révolte et l'organisation, Vie Ouvrière, coll. Histoire du Mouvement Ouvrier en Belgique, Bruxelles, 1979.
- Les Socialistes belges : 1885-1914 : le POB face à la guerre, La Revue Nouvelle, Fondation J. Jacquemotte et Vie Ouvrière, Bruxelles, 1986.
- Een geschiedenis van het Belgisch kommunisme : 1921-1945, Masereelfonds, coll. VMT-cahier, Gent, 1980.
- Entre histoire et politique : Dix portraits, Aden, coll. Fil rouge, Bruxelles, 2006.
- Figures de l'antisémitisme, Aden, coll. Fil rouge, Bruxelles, 2009.

Переклади українською
- Ральф Мілібенд, Марсель Лібман. Роздуми над антикомунізмом [Архівовано 3 лютого 2018 у Wayback Machine.] // Спільне, 31.01.2018.